# Wervel (anatomie)

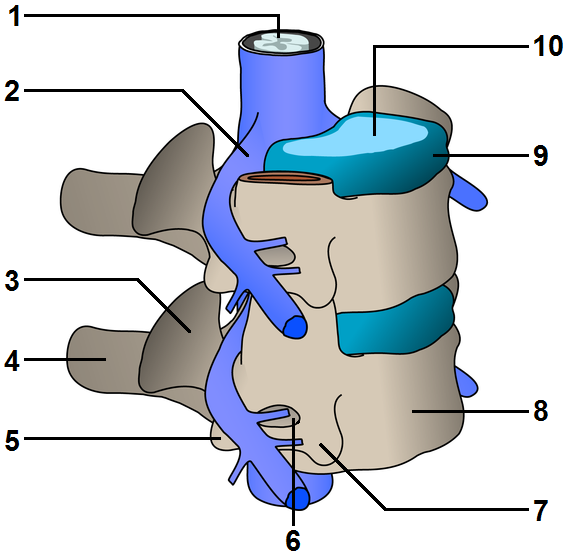
Anatomie van een wervel
1. ruggenmerg
2. spinale zenuw
3. superiore zygapofyse
4. dorsale apofyse
5. posteriore tuberkel van transversale zygapofyse
6. gat door de transversale zygapofyse
7. anteriore tuberkel van transversale zygapofyse
8. ventrale kant wervel
9. tussenwervelschijf
10. geleiachtige kern

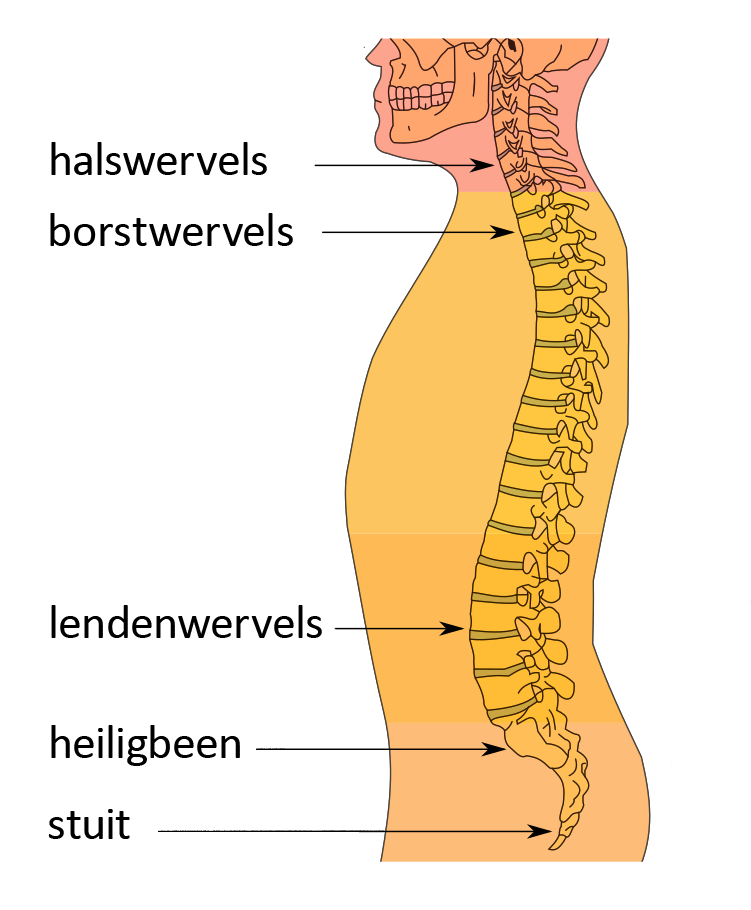
Wervels bij de mens

Een wervel, Latijn: vertebra, Oudgrieks: σφόνδυλος/σπόνδυλος sphóndulos/spóndulos, is een bot van de wervelkolom.
De menselijke wervelkolom is opgebouwd uit 26 beenderen: van boven naar beneden 24 wervels, het heiligbeen en het staartbeen. De wervels bestaan uit 7 halswervels, 12 borstwervels en 5 lendenwervels. Dit geldt voor 99,9% van de mensen. In uitzonderlijke gevallen komt ook weleens een (incomplete) achtste halswervel of zesde lendenwervel voor. Bijna alle wervels hebben dezelfde grondvorm, maar kunnen in vorm en grootte verschillen. Twee afzonderlijke wervellichamen in de wervelkolom worden door een tussenwervelschijf gescheiden gehouden.
Het ruggenmerg loopt door de wervelkolom, door de wervelgaten die er in iedere wervel in de wervelkolom zitten.

## Algemene structuur van de wervels
De wervels bestaan voor het grootste deel uit een wervellichaam, dit is het ventrale, voorste deel van de wervel. Het bestaat uit een massief, cilindervormig stuk bot, wat zorgt voor de stevigheid van de wervelkolom en het draagt het lichaamsgewicht. Het gewicht op elke wervel wordt naar beneden toe steeds groter, daarom worden de wervellichamen naar beneden toe ook steeds groter om dit gewicht op te kunnen vangen. Wervellichamen zijn aan de bovenkant en onderkant met hyalien kraakbeen bekleed en bestaan, net zoals alle andere botten, uit compact bot en spongieus bot waarbij het rode beenmerg zich tussen de trabekels bevindt. Aan elke wervel zit een aantal uitsteeksels waar spieren en gewrichtsbanden aan vastzitten.
wervelboog
De wervelboog is een gebogen botstructuur die aan de achterzijde van het wervellichaam vastzit en uit twee pedikels en twee laminae bestaat. Pedikels bevinden zich aan de achterzijde van het wervellichaam en zijn korte, cilindervormige uitsteeksels. Laminae komen samen in de middenlijn van de wervel en zijn platte stukken bot die aan de pedikels vastzitten.
wervelgat
Een wervelgat is de opening die zich tussen de wervelboog en het wervellichaam bevindt. De wervelgaten van verschillende wervels vormen samen een wervelkanaal.
ruggenmergkanaal
Het ruggenmergkanaal of wervelkanaal wordt gevormd door de opeenvolgende wervelgaten van de verschillende wervels. Beide delen worden met elkaar verbonden door boogvoetjes. Door het wervelkanaal lopen het ruggenmerg, waarvan de ruggenmergwortels aftakken van de ruggenmergzenuwen, als ook de ruggenmerg- en hersenvliezen. Het wervelkanaal bevat bloedvaten en vet, welke laatste onder andere klappen op het ruggenmerg opvangt.
doornuitsteeksel
Het doornuitsteeksel is een botuitsteeksel dat achter op de rug is te voelen en te zien en waarvan er een aan iedere wervel vastzit. Deze uitsteeksels verschillen in vorm en positie, afhankelijk van de plaats van de wervels. Zo wijst een doornuitsteeksel in de halswervels C3-C6 naar de rugzijde. Bij de borstwervels wijst het echter naar beneden en is de vorm puntig, dakpansgewijs. De lendenwervels wijzen weer naar de rugzijde, maar zijn rechthoekig qua vorm. Er hechten zich aan ieder van de doornuitsteeksels dieper gelegen rugspieren, steeds twee van de (gepaarde) rotatoren (draaispieren) en bundels van de meermalen gespleten rugspier of multifidus vast. In het gebied van de borstwervels (thorax) werken de spieren mee aan het zijwaarts krommen van dit rugdeel. Dit is de kant van de insertie van de beide spieren, gepaard aan zowel de linker als de rechterkant.
dwarsuitsteeksel
Het dwarsuitsteeksel is een ook botuitsteeksel dat aan de zijkant van de wervelboog vastzit, ter hoogte van de overgang van pedikel naar lamina, en uitsteekt naar de laterale kanten van het lichaam, dus aan de linker- en rechterkant van de wervelboog. Deze uitsteeksels verschillen, afhankelijk van de plaats van de wervels. Aan de dwarsuitsteeksels hechten zich de dieper gelegen rugspieren vast. Hier is het de origo van de rotatores en van de meermalen gespleten rugspier.
tussenwervelgat
Het tussenwervelgat is de opening tussen de wervelbogen van twee opeenvolgende wervels. De zenuwen van het ruggenmerg verlaten de wervelkolom door deze opening.
facetgewricht
De gewrichtsvlakken aan de boven en onderkant van de twee uitsteeksels van de wervelboog maken contact met de uitsteeksels van de boven en/of ondergelegen wervel. Dit vormt het facetgewricht wat een junctura-synovialis (verbinding) is met hyalien kraakbeen bedekte gewrichtsvlakken.

## Meermalen gespleten rugspier
De meermalen gespleten rugspier is een samengestelde spier, die langs de hele wervelkolom, over alle wervels loopt en voor stabiliteit van de romp zorgt. Iedere aparte spier van de musculus multifidus verbindt een wervel met een andere wervel, twee à vier wervels hoger. Er zijn daar tussen twee wervels steeds twee symmetrische spieren van, een links en een rechts. De origo (beginpunt) is het dwarsuitsteeksel, de insertie (eindpunt) het doornuitsteeksel van de wervel die hoger ligt.

## Wetenschappelijke namen
| Nederlands                   | Latijn                       |
| ---------------------------- | ---------------------------- |
| borstwervel                  | vertebra thoracica           |
| compact bot                  | substantia compacta          |
| doornuitsteeksel             | processus spinosus           |
| dwarsuitsteeksel             | processus transversus        |
| facetgewricht                | articulatio intervertebralis |
| halswervel                   | vertebra cervicalis          |
| heiligbeen                   | os sacrum                    |
| lendenwervel                 | vertebra lumbalis            |
| meermalen gespleten rugspier | musculus multifidus          |
| ruggenmergkanaal             | canalis vertebralis          |
| staartbeen                   | os coccygis                  |
| tussenwervelgat              | foramen intervertebrale      |
| tussenwervelschijf           | discus intervertebralis      |
| wervel                       | vertebra                     |
| wervelboog                   | arcus vertebrae              |
| wervelgat                    | foramen vertebrale           |
| wervelkolom                  | columna vertebralis          |
| wervellichaam                | corpus vertebrae             |

schedel · wervelkolom · borstkas · borstbeen · schoudergordel · arm · bekkengordel · been

bot · gewricht · botten van de mens